# ダーク・アンビエント
ダーク・アンビエント(Dark ambient)は、電子音楽のジャンルの一つ。

## 概要
環境音楽やノイズ・ミュージックの派生形であり、不安感を煽る旋律や、不協和音を前面に押し出したものである。環境音楽は1970年代にブライアン・イーノが提唱したものであるが、彼が1975年にキング・クリムゾンのロバート・フリップと共作したアルバム『Evening Star』において、既に環境音楽の暗黒面を強調した作品が収録されていた。1980年代以降のポストパンク～インダストリアルからの流れでも、こうした実験的な試みがなされてきた。一部ではブラック・メタルやゴス文化との関連もある。

## アーティスト一覧
- 秋田昌美
- 山岡晃
- エイフェックス・ツイン
- ブルズム
- ブライアン・イーノ
- スティーブ・ローチ
- ラストモード
- ナイン・インチ・ネイルズ
- ウルヴェル
- マルコ・コルベルリ
- Die sonne satan
- SHOKO RASPUTIN (Industrial noise HardTechno)
- デレリアム(Delerium)